# Helina floscula
Helina floscula är en tvåvingeart som beskrevs av Feng och Xue 2003. Helina floscula ingår i släktet Helina och familjen husflugor. Inga underarter finns listade i Catalogue of Life.